# Sophie de Fürst
Pour les articles homonymes, voir Furst.
Sophie de Fürst, née le 30 mai 1986 à Granville (Manche), est une actrice française. Elle a incarné le lieutenant Emma Tomasi dans la série Profilage de 2015 à 2018.

## Biographie
Sophie de Fürst commence sa carrière à l'âge de 15 ans dans les cafés-théatres. Elle enchaîne les petits boulots pour vivre. En 2009, elle décroche son premier rôle à la télévision dans la série Le juge est une femme. Elle alterne ensuite les petits rôles à la télévision et au théâtre. Elle fait ses premiers pas au cinéma, en 2012, dans L'Oncle Charles sous la direction d'Étienne Chatiliez.  En 2015, elle obtient son premier rôle récurrent à la télévision en incarnant le lieutenant Emma Tomasi dans la série Profilage, succédant ainsi à Vanessa Valence.
Elle a également écrit et mis en scène un one-woman-show avec Paul Jeanson et Romain Cottard, Je préfère être un météore.
Elle a une fille prénommée Marla, née le 4 décembre 2018.

## Filmographie

### Cinéma

#### Longs métrages
- 2012 : L'Oncle Charles d'Étienne Chatiliez : Élodie
- 2014 : De toutes nos forces de Nils Tavernier : Sophie Amblard
- 2015 : Comment c'est loin d'Orelsan et Christophe Offenstein : Pauline
- 2015 : Cézanne et moi de Danièle Thompson : Berthe
- 2019 : Edmond d'Alexis Michalik : la collègue de Jeanne
- 2022 : La Dégustation d'Ivan Calbérac : maman accouchement

#### Courts métrages
- 2010 : Les inséparables de Fabrice Bracq : Céline
- 2014 : Un café, allongé de Bertrand de Fürst et Jean-Baptiste Dureau
- 2015 : L'infirmière de Bastien Bernini
- 2015 : Je suis orientée d'Olivier Riche : La conseillère d'orientation
- 2015 : Je suis l'ombre de mes envies de David Merlin-Dufey
- 2015 : Moon de Vincent De Oliveira
- 2015 : Fortune Guru de Thomas Scohy
- 2015 : G.E.I.S.T. de Michaël Paris
- 2016 : Je suis l'ombre d'une flamme d'Olivier Riche et David Merlin-Dufey
- 2017 : Silence de Thibaud Lomenech et Léo Cannone
- 2019 : Ne demande pas ton chemin de Déborah Hassoun : Inès

### Télévision
- 2010 : Alice Nevers, le juge est une femme, épisode Risque majeur, réalisé par François Velle : Léa Castro
- 2010 : La Loi de mon pays de Dominique Ladoge : Catherine
- 2011 : Dans la peau d'une grande de Pascal Lahmani : Olivia, jeune
- 2011 : Insoupçonnable de Benoît d'Aubert : Guillemette
- 2011 : Les Leçons de cinéma de Juliette Nioré
- 2011 : Fais-toi plaisir de Simon Astier
- 2011 : Prise de tête de Bruno Garcia
- 2012 : Moi à ton âge de Bruno Garcia : Fanny
- 2013 : Enquêtes réservées, épisode Morte saison, réalisé par Jérôme Portheault : Clarisse Monnet
- 2014 : La Malédiction de Julia de Bruno Garcia : Esther
- 2014 : Deux flics sur les docks, épisode Une si jolie mort, réalisé par Edwin Baily : Rachel Berger, la victime
- 2015 - 2018 : Profilage, saisons 6 à 8 (apparition dans la saison 9) : lieutenant puis capitaine Emma Tomasi
- 2015 : Le Sang de la vigne, épisode Un coup de rosé bien frappé, réalisé par Régis Musset : Manon Rigaud
- 2015 : Les Super Pop (mini-série), épisode Wonder Woman chez le psy..., réalisé par Julie Rohart
- 2017 : Le Tueur du lac de Jérôme Cornuau
- 2017 : Nina, épisode Les Désenchantés réalisé par Jérome Portheault : Sophie
- 2019 : Cassandre, épisode Secret assassin réalisé par Sylvie Ayme : Mathilde Bauer
- 2020 : Derby Girl : Jennifer Martin
- 2020 : Meurtres dans les Trois Vallées : Chloë
- 2021 : Service volé de Jérôme Foulon : Christelle
- 2022 : Rendez-vous avec le crime de Méliane Marcaggi : Lila
- 2022 : Répercussions de Virginie Wagon : Julie
- 2023 : Prière d'enquêter, épisode Bonne chère et mauvais sang réalisé par Laurence Katrian : Gabrielle Herbier
- 2024 : Meurtres en Arbois de Laurence Katrian : substitute Julie Dorléac
- 2024 : Patience mon amour de  Camille Duvelleroy : Gabrielle Dumouchel

### Web-séries
- 2010 : J'en crois pas mes yeux d'Henri Poulain : Christie
- 2015 : Paris, un jour de... de Baya Rehaz, Gilles Guerraz et Bastien Bernini

### Doublage
- 2014 : Mune : Le Gardien de la Lune de Benoît Philippon et Alexandre Heboyan

## Théâtre
- 2005 : Le Musée de Jean-Michel Ribes, mis en scène par Janine Berdin
- 2005 : Le bon Bourgeois de René de Obaldia, mis en scène par Janine Berdin
- 2006 : Les Années 30
- 2007 : Le Vent dans les branches de Sassafras, mis en scène par Thomas Mariani
- 2007-2008 :  Roméo et Juliette de William Shakespeare, mis en scène par Denis Llorca
- 2009-2010 : L'École des femmes de Molière, mis en scène par Anne Coutureau
- 2011 : J'ai toujours rêvé d'être une connasse de  C. Aubert, mis en scène d'Arnaud Pfeiffer
- 2012-2013 : Betty Colls de Paul Jeanson, mis en scène par lui-même, Ciné 13 Théâtre et Théâtre de Belleville
- 2014 : Pfffff - Mises en capsules de Romain Cottard et Paul Jeanson, mis en scène par Noam Morgensztern, Ciné 13 Théâtre
- 2015-2016 : Chienlit d'Alexandre Markoff,    Théâtre 13